# Early Muscat
Early Muscat ist eine Weißweinsorte. Es handelt sich um eine Neuzüchtung zwischen Muscat de Hambourg und Königin der Weingärten. Die Kreuzung erfolgte im Jahre 1943 durch Harold Olmo an der University of California in Davis. Die Markteinführung der Rebsorte erfolgte 1958. Sie wird neben dem Weinbau auch als Tafeltraube eingesetzt.
Heute sind nur kleine Bestände in Kalifornien (Weinbau in Kalifornien) und Oregon (Weinbau in Oregon) mit der Sorte Early Muscat bestockt. Daneben sind Anpflanzungen in Australien (64 Hektar) und Südafrika bekannt. Zugelassen ist sie ebenfalls in Spanien.
Siehe den Artikel Weinbau in Australien, Weinbau in Südafrika, Weinbau in Spanien, Weinbau in den Vereinigten Staaten sowie die Liste von Rebsorten.
Abstammung: Muscat de Hambourg x Königin der Weingärten.

## Synonyme
Early Muscat ist auch unter der Zuchtnummer California K 4-19 bekannt.

## Ampelographische Sortenmerkmale
In der Ampelographie wird der Habitus folgendermaßen beschrieben:
- Die Triebspitze ist offen. Sie ist nahezu unbehaart. Die Jungblätter sind leicht bronzefarben.
- Die dicken Blätter sind drei- bis fünflappig und mitteltief gebuchtet. Die Stielbucht ist lyrenförmig offen. Das Blatt ist stumpf gezahnt. Die Zähne sind im Vergleich zu anderen Sorten klein. Die Blattoberfläche (auch Blattspreite genannt) ist blasig derb.
- Die rundlichen Beeren sind klein. Der Geschmack der Beeren ist aromatisch (muskatartig).

Die wuchskräftige Rebsorte gilt als sehr früh reifend. 